# Sedgemoor
Sedgemoor is een Engels district in het shire-graafschap (non-metropolitan county OF county) Somerset en telt 123.000 inwoners. De oppervlakte bedraagt 564 km².
Van de bevolking is 19,1% ouder dan 65 jaar. De werkloosheid bedraagt 2,7% van de beroepsbevolking (cijfers volkstelling 2001).

## Plaatsen in district Sedgemoor
- Burnham-on-Sea

## Civil parishesin district Sedgemoor
Ashcott, Axbridge, Badgworth, Bawdrip, Berrow, Brean, Brent Knoll, Bridgwater, Bridgwater Without, Broomfield, Burnham Without, Burnham-on-Sea and Highbridge, Burtle, Cannington, Catcott, Chapel Allerton, Cheddar, Chedzoy, Chilton Polden, Chilton Trinity, Compton Bishop, Cossington, Durleigh, East Brent, East Huntspill, Edington, Enmore, Fiddington, Goathurst, Greinton, Lympsham, Lyng, Mark, Middlezoy, Moorlinch, Nether Stowey, North Petherton, Othery, Otterhampton, Over Stowey, Pawlett, Puriton, Shapwick, Shipham, Spaxton, Stawell, Stockland Bristol, Thurloxton, Weare, Wedmore, Wembdon, West Huntspill, Westonzoyland, Woolavington.